# El verano que vivimos
El verano que vivimos es una película española dramática de 2020 dirigida por Carlos Sedes y protagonizada por Blanca Suárez y Javier Rey.

## Sinopsis
Año 1998. Isabel, estudiante de periodismo, se ve obligada a realizar sus prácticas en el diario de un pequeño pueblo costero gallego para terminar la carrera. Al llegar, quiere empezar cuanto antes a investigar, a demostrar todo lo que ha aprendido para convertirse en una auténtica periodista. Pero el puesto que le asignan es el último que ella esperaba: la escritura y gestión de las esquelas que llegan a la redacción. Pero esto, que podría parecer en principio algo aburrido, se convierte en la puerta a una investigación que la llevará por diferentes puntos de la geografía española en busca de una historia de amor imposible.

## Reparto
- Blanca Suárez como Lucía Vega.
- Javier Rey como Gonzalo Medina.
- Pablo Molinero como Hernán Ibáñez.
- Carlos Cuevas como Carlos Medina.
- Guiomar Puerta como Isabel.
- María Pedraza como Adela Ibáñez.
- Adelfa Calvo como Mercedes.
- Manuel Morón como Evaristo.
- Antonio Durán "Morris" como Sebastián Fernet.
- Alfonso Agra como Don Mauricio.
- Pedro Rudolphi como Curro.
- David Villanueva como Miguel Cernura.

## Estreno
El estreno de la película fue pospuesto en dos ocasiones debido a las consecuencias sufridas por la pandemia del COVID-19. Finalmente, se estrenó el 4 de diciembre de 2020.

## Taquilla
La película consiguió recaudar 308,793€ en su primer fin de semana. La película fue estrenada en 247 cines de toda España. En su segundo fin de semana, El verano que vivimos recaudó 159,590€ de 265 cines. En su tercer fin de semana la película consiguió 119,798€ de 330 cines. En su cuarto fin de semana rozó los 100,000€, consiguiendo 99,758€ más de 290 cines. En su quinto fin de semana recaudó 70,020€ de 226 cines. En su sexto fin de semana consiguió 24,942€ más de 190 cines. En su séptimo fin de semana consiguió otros 13,925€ de 120 cines. En su octavo fin de semana recaudó 5,172€ de 33 cines.